# Fila (figlia di Seleuco)
Fila (in greco antico: Φίλα?, Phíla, in latino Phila; Antiochia di Siria, 295 a.C. circa – Pella, dopo il 275 a.C.) è stata una sovrana greca antica, consorte di Antigono II Gonata,  re di Macedonia.

## Biografia

### Ascendenza
Era probabilmente figlia di Seleuco I Nicatore e di Stratonice. Ciò non è certo, visto che la madre Stratonice, figlia di Demetrio Poliorcete e quindi sorella di Antigono II Gonata, fu moglie sia di Seleuco I sia del figlio Antioco I.

### Discendenza
Fu Antioco I a dare in moglie allo zio Antigono Gonata la propria sorella e figliastra per suggellare l'alleanza fra i Seleucidi e il regno di Macedonia, allorché Antigono Gonata ascese al regno macedone.
Fila fu madre di Demetrio II di Macedonia, il successore di Antigono Gonata al trono di Macedonia; non si hanno tuttavia più sue notizie dopo la nascita del figlio.

## Omonimia
Si chiamava Fila anche la madre di Antigono Gonata e pertanto nonna materna e suocera della nostra Fila. L'omonimia ha generato talora equivoci, come per esempio nella voce dedicata ad Arato di Soli dal Suda.

## Ascendenza
|                     |           |                      | Genitori |  |  | Nonni   |  |  | Bisnonni |  |
|                     |           |                      |          |  |  | Antioco |  |  | …        |  |
|                     |           |                      |          |  |  | Antioco |  |  | …        |  |
|                     |           | …                    |          |  |  | Antioco |  |  |          |  |
| Seleuco I           |           |                      |          |  |  | Antioco |  |  |          |  |
|                     |           | Laodice di Macedonia | …        |  |  |         |  |  |          |  |
|                     |           | Laodice di Macedonia | …        |  |  |         |  |  |          |  |
|                     |           | Laodice di Macedonia | …        |  |  |         |  |  |          |  |
| Fila                |           | Laodice di Macedonia |          |  |  |         |  |  |          |  |
|                     | Spitamene | …                    |          |  |  |         |  |  |          |  |
|                     | Spitamene | …                    |          |  |  |         |  |  |          |  |
|                     | Spitamene | …                    |          |  |  |         |  |  |          |  |
| Stratonice di Siria | Spitamene |                      |          |  |  |         |  |  |          |  |
|                     |           | …                    | …        |  |  |         |  |  |          |  |
|                     |           | …                    | …        |  |  |         |  |  |          |  |
|                     |           | …                    | …        |  |  |         |  |  |          |  |
|                     |           | …                    |          |  |  |         |  |  |          |  |